# اورن کورکماز
اورن کورکماز (انگلیسی: Evren Korkmaz؛ زادهٔ ۲۷ آوریل ۱۹۹۷) بازیکن فوتبال اهل پادشاهی هلند است.